# Institute of Astronomy (Cambridge)
L'Institute of Astronomy (IoA) est le plus grand des trois départements d'astronomie dans l'Université de Cambridge, et un des plus grands sites astronomiques au Royaume-Uni. Environ 180 universitaires, post-doctorants et personnels auxiliaires travaillent dans ce département.
La recherche au département est effectuée dans un certain nombre de domaines scientifiques, notamment les exoplanètes, les étoiles, les amas d'étoiles, la cosmologie, l'astronomie des ondes gravitationnelles, l'univers à haut décalage vers le rouge, l'AGN, les galaxies et les amas de galaxies. Il s'agit d'un mélange d'astronomie observationnelle, sur l'ensemble du spectre électromagnétique, d'astronomie théorique computationnelle et de recherche théorique analytique.
L'« Kavli Institute for Cosmology » est également situé sur le site du département. Cet institut met l'accent sur l'univers à haut décalage vers le rouge. Le « Cavendish Astrophysics Group » est basé au Centre Battcock, un immeuble situé sur le même terrain.

## Histoire

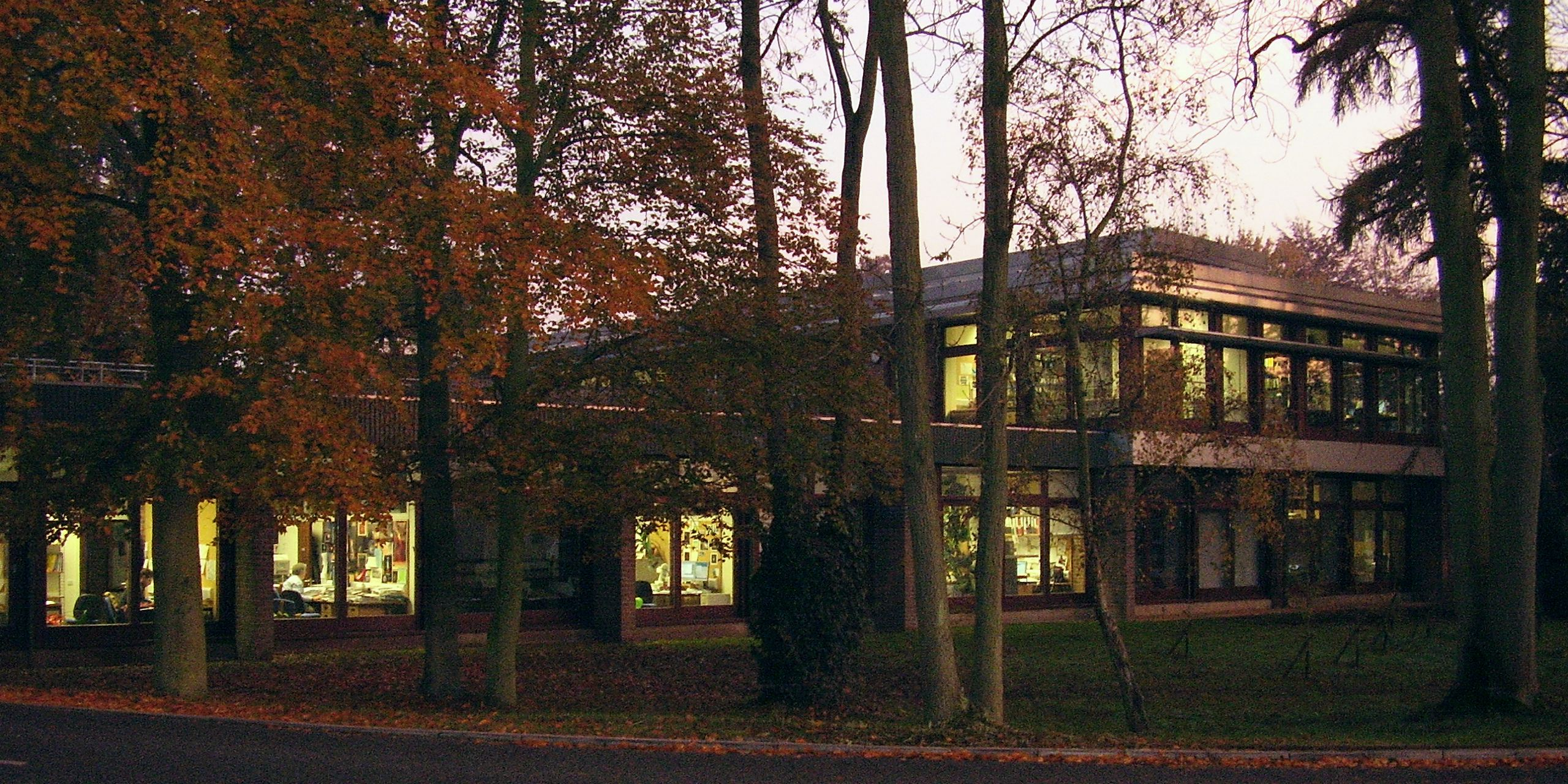
Institut de l'astronomie Hoyle Building dans la soirée

L'Institut a été créé en 1972 à partir de la fusion d'institutions antérieures :
- L'Observatoire universitaire, fondé en 1823. Son bâtiment de l'Observatoire de Cambridge abrite désormais des bureaux et la bibliothèque du département.
- L'Observatoire de physique solaire, qui a commencé à Cambridge en 1912. Le bâtiment a été partiellement démoli en 2008 pour faire place à l'Institut de cosmologie Kavli.
- L'Institut d'astronomie théorique, créé par Fred Hoyle en 1967. Son bâtiment est le principal site départemental (le bâtiment Hoyle), avec un amphithéâtre ajouté en 1999 et une deuxième aile de deux étages construite en 2002.

De 1990 à 1998, le Royal Greenwich Observatory était basé à Cambridge, où il occupait Greenwich House sur un site adjacent à l'Institut d'astronomie.

## Enseignement
Le département enseigne aux étudiants de 3e et 4e année dans le cadre du cursus en sciences naturelles ou du cursus mathématique. Environ 30 étudiants étudient normalement le Master qui consiste en un projet de recherche substantiel (environ 1/3 du Master) et les étudiants ont la possibilité d'étudier des cours tels que la relativité générale, la cosmologie, les trous noirs, les planètes extrasolaires, la dynamique des fluides astrophysiques, la structure et Évolution des étoiles et formation des galaxies. De plus, il y a environ 12 à 18 doctorants au département par an, principalement financés par le STFC. Le programme d'études supérieures est particulièrement inhabituel au Royaume-Uni car les étudiants sont libres de choisir leur propre directeur de thèse ou leur conseiller parmi le personnel du département, et ce choix est souvent fait jusqu'à la fin de leur premier trimestre.

## Personnel actuel notable
Une liste (incomplète) des membres actuels notables du département.
- Cathie Clarke
- Carolin Crawford
- Andrew Fabian
- Paul Hewett
- Christopher Reynolds (professeur plumien d'astronomie)
- George Efstathiou
- Gerry Gilmore
- Douglas Gough
- Richard G. McMahon
- Max Pettini
- James E. Pringle
- Martin Rees
- Anna Zytkow

## Anciens membres et étudiants notables
Voici quelques membres notables du Département et de ses anciens instituts. [réf. nécessaire]
- Suzanne Aigrain
- George Airy
- Balle de Robert Stawell
- James Challis
- John Couch Adams
- Donald Clayton
- Arthur Eddington
- Richard Ellis
- Stephen Hawking
- Fred Hoyle
- Jamal Nazrul Islam
- Harold Jeffreys
- Donald Lynden-Bell
- Jayant Narlikar
- Jeremiah Ostriker
- Robert Woodhouse

## Télescopes

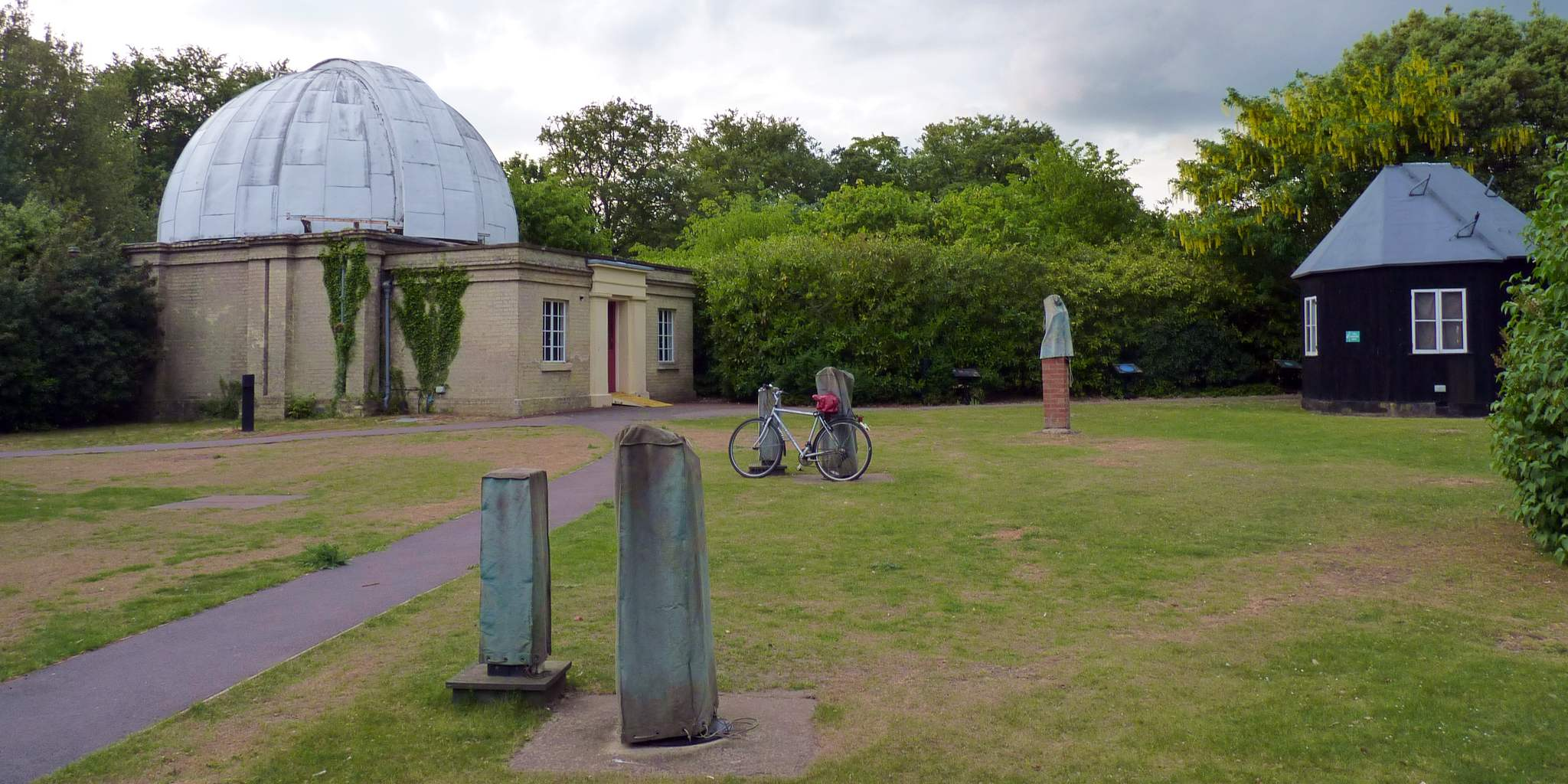
Bâtiments de l'observatoire contenant le télescope de Northumberland (à gauche) et le télescope de Thorrowgood (à droite) à l'Institut d'astronomie de l'Université de Cambridge. Les structures couvertes au premier plan sont des supports pour télescopes portables.

L'Institut abrite plusieurs télescopes sur son site. Bien que certains travaux scientifiques soient effectués avec les télescopes, ils sont principalement utilisés pour l'observation publique et les sociétés astronomiques. Le mauvais temps et la pollution lumineuse à Cambridge rendent la plupart des astronomes modernes difficiles. Les télescopes sur le site comprennent :
- Le télescope de Northumberland donné par le duc de Northumberland en 1833. Il s'agit d'un 12 pouce (304,8 mm)  réfracteur de diamètre sur une monture anglaise.
- Le plus petit télescope Thorrowgood, prêté par la Royal Astronomical Society. Le télescope est un 8 pouce (203,2 mm)   réfracteur.
- Le télescope de 36 pouces, construit en 1951.
- Le télescope à trois miroirs, qui est un prototype de télescope avec une conception unique pour avoir un large champ de vision, des images nettes et des optiques à réflexion totale.

L'ancienne caméra Schmidt de 24 pouces de l'Institut a été donnée au Spaceguard Center en juin 2009.
La Cambridge University Astronomical Society (CUAS) et la Cambridge Astronomical Association (CAA) observent régulièrement. L'Institut organise des soirées publiques d'observation les mercredis d'octobre à mars.

## Activités publiques
.

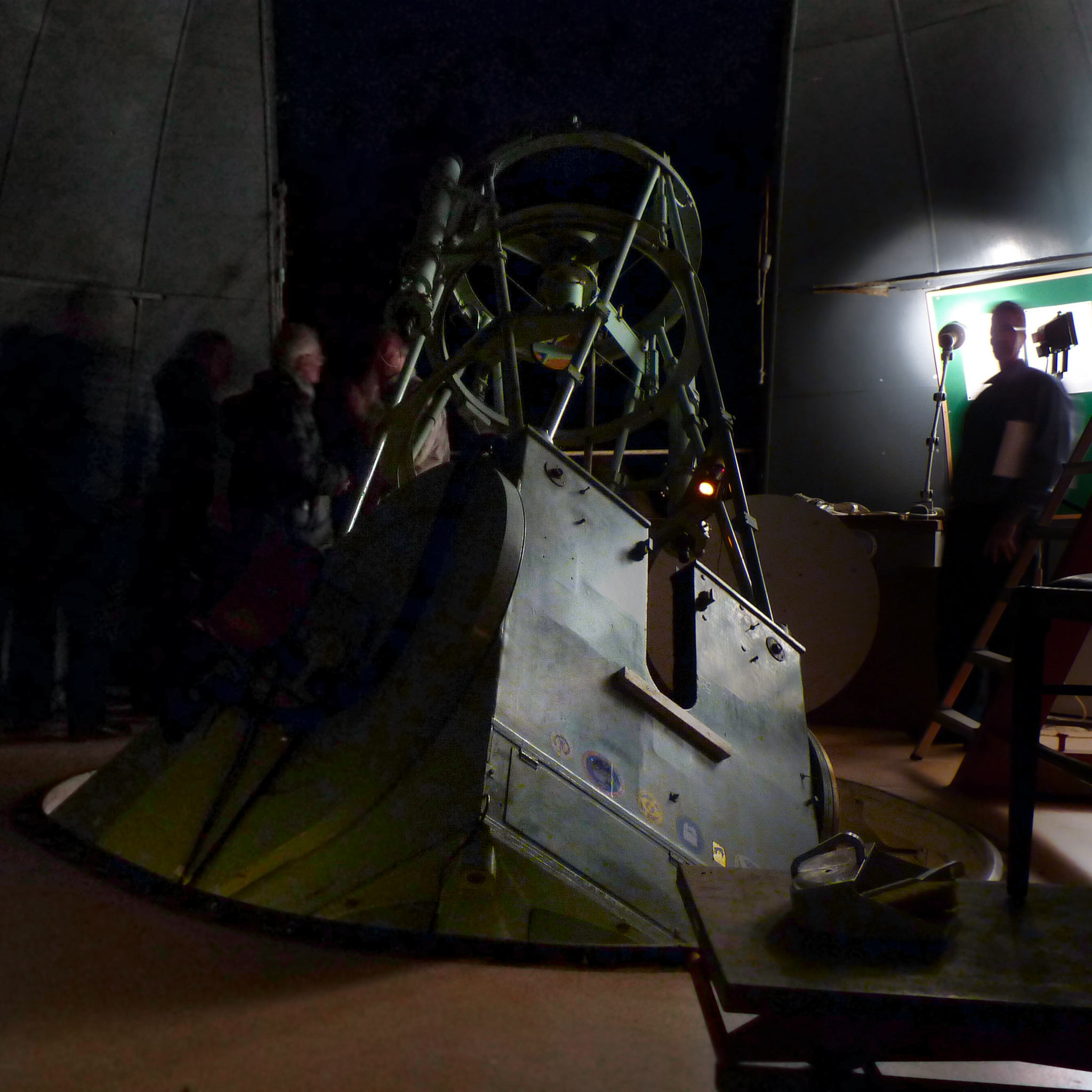
Le télescope de 36 pouces utilisé pour le cours d' introduction à l'astronomie de la Cambridge Astronomy Association 2011

Le département organise un certain nombre d'événements impliquant le grand public en astronomie. Ceux-ci comprennent / ont inclus :
- Les soirées ouvertes les mercredis en hiver, d'octobre à mars, avec une conférence donnée par un membre de l'Institut suivie d'une observation par temps clair[7]
- Accueillir la conférence Astroblast
- Exposition annuelle de sculptures montrant les travaux de l'Université Anglia Ruskin[8]
- Journée portes ouvertes annuelle pendant le Cambridge Science Festival
- Un podcast mensuel, l '« Astropode »[9] destiné au grand public (dernier épisode publié juillet 2011)
- Des nuits d'observation supplémentaires pour des événements spéciaux tels que IYA Moonwatch et l' observation des étoiles de la BBC en direct

## Bibliothèque
La bibliothèque de l'Institut est installée dans l'ancien bâtiment de l'Observatoire de Cambridge. Il s'agit d'une bibliothèque spécialisée se concentrant sur les sujets d'astronomie, d'astrophysique et de cosmologie. La collection compte environ 17 000 livres et est abonnée à environ 80 revues actuelles. La bibliothèque possède également une collection de livres astronomiques rares, dont beaucoup appartenaient à John Couch Adams.

## Réalisations
Parmi les contributions importantes à l'astronomie apportées par l'institut, la machine de mesure automatique des plaques (APM), désormais déclassée, a été utilisée pour créer un important catalogue d'objets astronomiques dans le ciel nordique.